# El Alamo, Culiacán
El Alamo är en ort i Mexiko.   Den ligger i kommunen Culiacán och delstaten Sinaloa, i den västra delen av landet, 1 000 km nordväst om huvudstaden Mexico City. El Alamo ligger 111 meter över havet och antalet invånare är 229.
Terrängen runt El Alamo är varierad. Runt El Alamo är det mycket glesbefolkat, med 6 invånare per kvadratkilometer. Närmaste större samhälle är Quila, 15,3 km sydväst om El Alamo. I omgivningarna runt El Alamo växer huvudsakligen savannskog.